# Vizcondado de Alcira
El vizcondado de Alcira es un título nobiliario español creado por la reina Isabel II de España, el 10 de julio de 1865, a favor de Clementina Roncali y Díaz de Riguero, hija de los I condes de Alcoy.
La denominación del título se refiere a Alcira, ciudad y municipio en la provincia de Valencia.

## Titulares
- Clementina Roncali y Díaz de Riguero, I vizcondesa de Alcira.[1] Era hija de Federico Roncali y Ceruti, I conde de Alcoy y hermano del I marqués de Roncali, y de su esposa, María de la Candelaria Díaz de Riguero y Gutiérrez de la Concha.[2]

Casó con Arturo de Bertodano y de la Cerda. En 12 de abril de 1928, le sucedió su nieto, hijo de Mariano de Bertodano y Roncali y de María de la Concepción Avial y Peña.
- Ignacio de Bertodano y Avial (Madrid, 12 de junio de 1894-Zaragoza, 14 de febrero de 1935),[4] II vizconde de Alcira.[1]

Casó, en Zaragoza, el 2 de julio de 1919, con María Ángela Higuera y Pueyo. En 2 de marzo de 1951, le sucedió su hijo:
- Ignacio de Bertodano e Higuera (Zaragoza, 22 de noviembre de 1934-2023), III vizconde de Alcira[1] y III marqués de Roncali.[5]

Casó con María del Pilar Guillen y Montenegro. Sucedió, en 22 de junio de 1988, por cesión, su hijo:
- Ignacio de Bertodano y Guillén, IV vizconde de Alcira.[1]